# Absolute Design
Absolute Design è il primo album in studio del gruppo melodic death metal/industrial svedese Engel, pubblicato nel 2007.

## Tracce
1. In Splendour – 3:42
2. Casket Closing – 3:27
3. Next Closed Door – 3:14
4. The Hurricane Season – 3:37
5. Propaganda – 3:24
6. The Paraclete – 3:25
7. Scythe – 4:57
8. Descend – 4:51
9. Trial and Error – 3:23
10. I Am the One – 3:51
11. Calling Out – 4:28
12. Seven Ends – 4:16

## Formazione
- Magnus "Mangan" Klavborn – voce
- Niclas Engelin – chitarra
- Marcus Sunesson – chitarra
- Michael Håkansson – basso
- Daniel "Mojjo" Moilanen – batteria